# Бондаренко, Артём Юрьевич (легкоатлет)
Артём Ю́рьевич Бондаре́нко (бел. Арцём Юр’евіч Бандарэнка; род. 19 июня 1991, Рогачёв, Гомельская область) — белорусский легкоатлет, специалист по прыжкам в длину и тройным прыжкам. Выступает за сборную Белоруссии по лёгкой атлетике с 2009 года, многократный победитель и призёр первенств национального значения, участник летних Олимпийских игр в Рио-де-Жанейро. Мастер спорта Республики Беларусь международного класса.

## Биография
Артём Бондаренко родился 19 июня 1991 года в городе Рогачёве Гомельской области.
Занимался лёгкой атлетикой в местной Детско-юношеской спортивной школе № 1 и в Гомельском областном центре олимпийского резерва. Представлял Республиканский центр физического воспитания и спорта, физкультурно-спортивное общество «Динамо». Окончил факультет физической культуры Гомельского государственного университета. Тренеры — А. В. Стариков, В. Н. Леонов, В. И. Ковалёв.
Впервые заявил о себе на международном уровне в сезоне 2009 года, когда вошёл в состав белорусской сборной и выступил на юниорском европейском первенстве в Нови-Саде, где в зачёте прыжков в длину стал восьмым.
В 2010 году в той же дисциплине выиграл зимний чемпионат Белоруссии в Могилёве.
В 2011 году в прыжках в длину одержал победу на чемпионате Белоруссии в Гродно.
В 2013 и 2014 годах дважды подряд становился лучшим на зимних чемпионатах Белоруссии в Могилёве.
В 2015 году в прыжках в длину занял 11-е место в Суперлиге командного чемпионата Европы в Чебоксарах, тогда как на чемпионате Белоруссии в Гродно превзошёл всех соперников в тройном прыжке.
В июне 2016 года вновь выиграл чемпионат Белоруссии в Гродно, установив при этом свой личный рекорд в тройном прыжке на открытом стадионе — 16,90 метра. Принимал участие в чемпионате Европы в Амстердаме, где показал результат 16,06 и в финал не вышел. Выполнив олимпийский квалификационный норматив (16,85), удостоился права защищать честь страны на летних Олимпийских играх в Рио-де-Жанейро — на предварительном квалификационном этапе прыгнул на 15,43 метра, чего оказалось недостаточно для выхода в финал.
На чемпионате Белоруссии 2020 года в Минске выиграл бронзовую медаль в тройном прыжке.
За выдающиеся спортивные достижения удостоен почётного звания «Мастер спорта Республики Беларусь международного класса».
Работает детским тренером по лёгкой атлетике, в частности тренирует двоих сыновей Даниила и Арсения.